# Paracentrotus
Genre
Paracentrotus est un genre d'oursins de la famille des Parechinidae.

## Caractéristiques

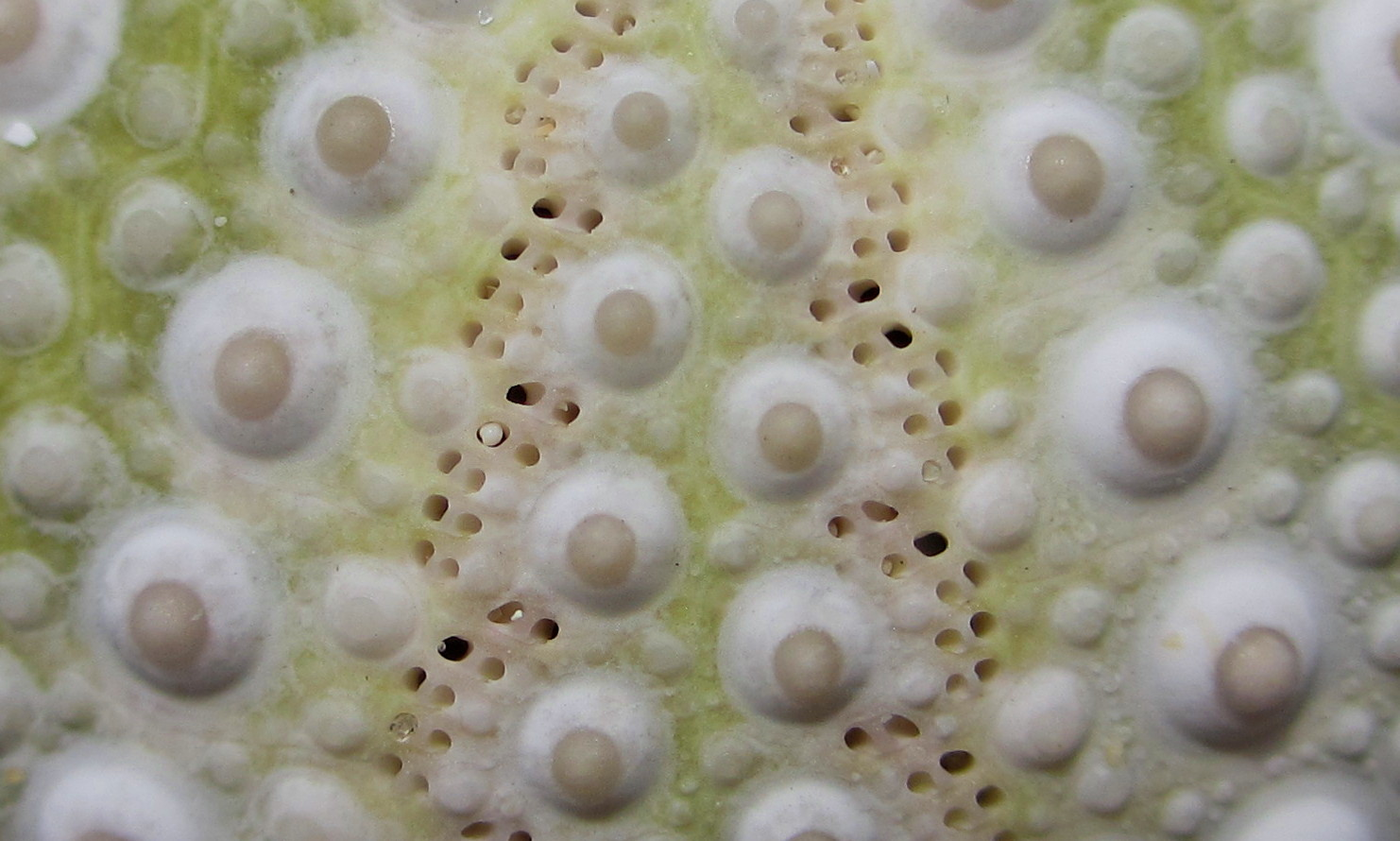
Détail des plaques squelettiques d'un P. lividus.

Ce sont des oursins réguliers à la coquille (« test ») ronde et légèrement aplatie dorsalement. La bouche est située au milieu de la face inférieure (dite « orale »), et l'anus à l'opposé, au sommet de la face aborale (on l'appelle périprocte).
Les radioles (piquants) sont droites et effilées : elles mesurent la moitié du diamètre du test au maximum.
Caractéristiques du test : Le disque apical est dicyclique, et les mamelons d'insertion des radioles sur le test sont de type non perforé. Les aires ambulacraires sont à plaques composées de type polypore (5 à 6 doublets de pores rangés en arc). Chaque plaque porte un tubercule primaire.
On trouve ces oursins dans le bassin Atlantique, Méditerranée comprise, depuis le Pléistocène.

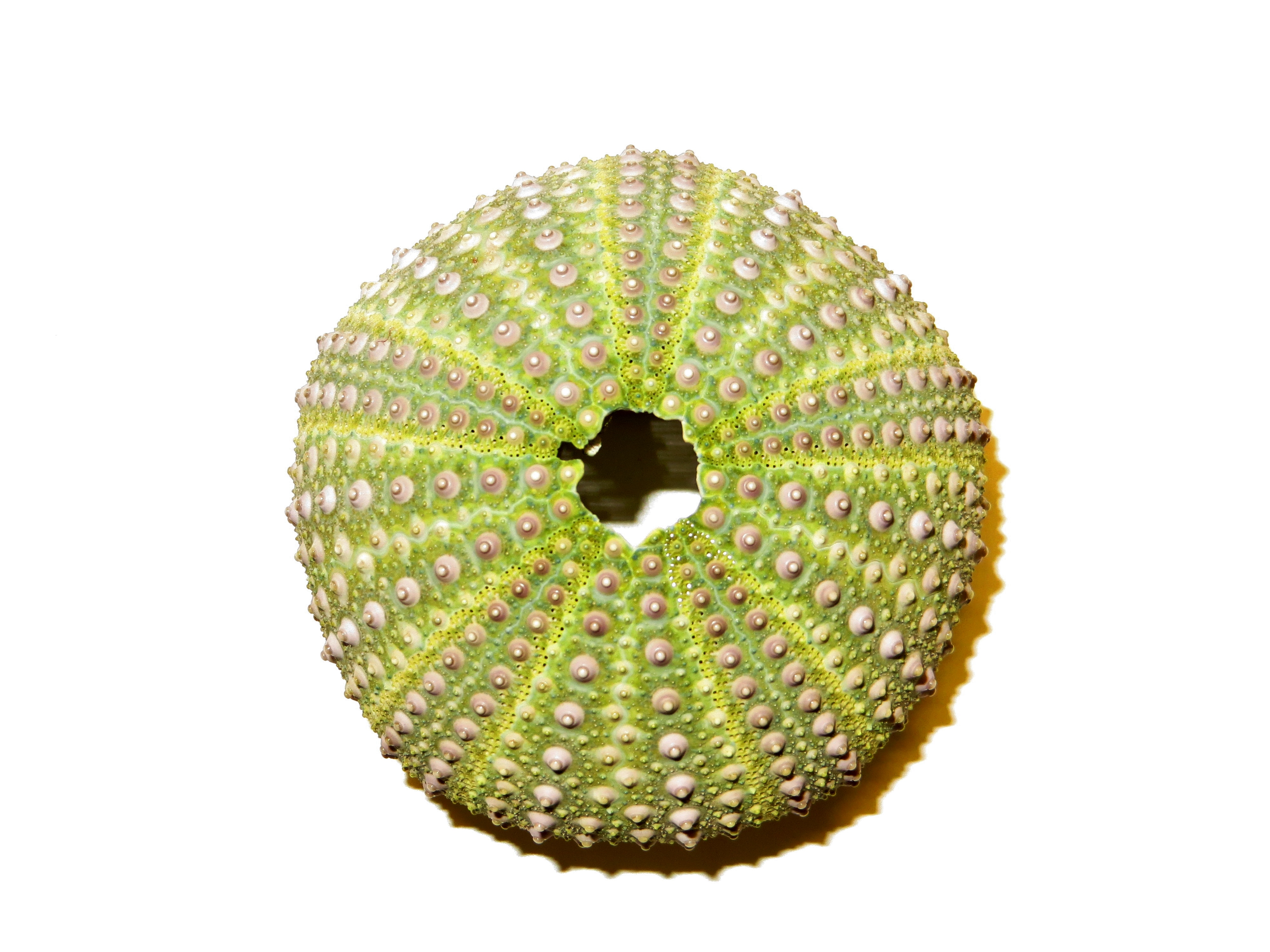
test de Paracentrotus lividus

## Liste d'espèces
Selon World Register of Marine Species (6 octobre 2013) et NCBI (6 octobre 2013) :
- Paracentrotus lividus (Lamarck, 1816) - Oursin commun de Méditerranée, Oursin comestible, Oursin violet (Atlantique nord-est et Méditerranée).
- Paracentrotus gaimardi (Blainville, 1825) - (Atlantique sud)

ITIS (6 octobre 2013) ne reconnaît que l'espèce Paracentrotus lividus.

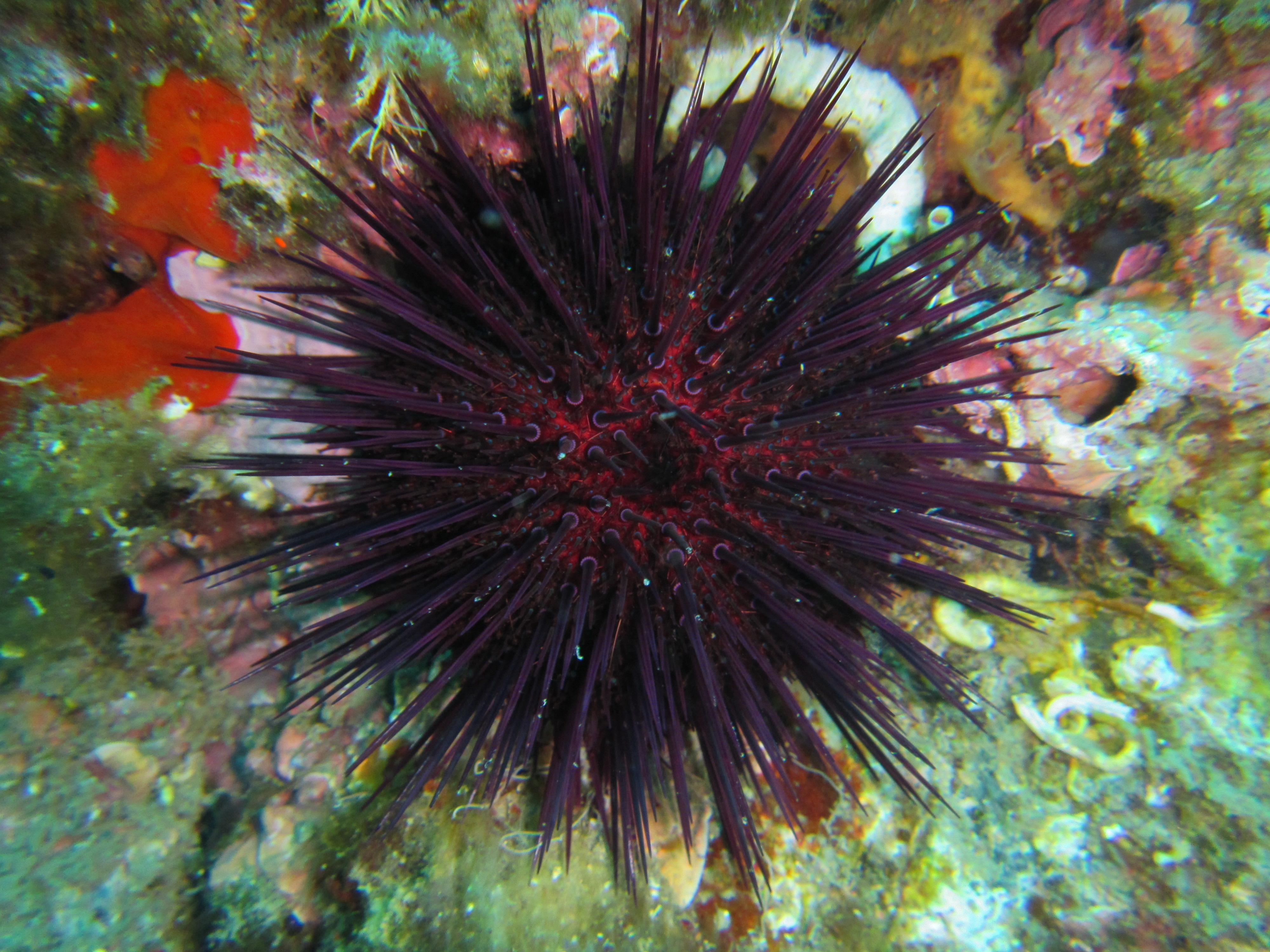
Paracentrotus lividus
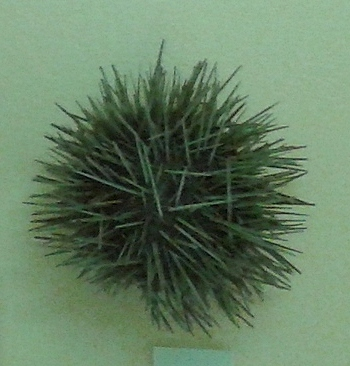
Paracentrotus gaimardi